# 伏毛八角枫
伏毛八角枫（学名：Alangium chinense subsp. strigosum）是山茱萸科八角枫属八角枫的亚种。分布于中国大陆的安徽、湖北、江西、贵州、陕西、湖南、四川、江苏、云南等地，生长于海拔900米至1,200米的地区，见于山坡疏林中，目前尚未由人工引种栽培。